# 밀도독립화소
밀도독립화소(Density-independent pixel, DIP)는 사용자 인터페이스 디자인 분야에서 화면의 구성요소들의 크기나 배치를 할 때 기기의 물리적인 디스플레이 해상도에 영향을 받지 않고 독립적으로 크기를 지정할 수 있도록 하는 가상적 화소(Pixel)의 단위이다. 160DPI(Dots per inch)의 디스플레이 해상도를 기준으로 한다. 예를 들어 240dpi의 디스플레이에서는 1dip는 1.5pixel로 나타나게 된다. 이는 여러 가지 해상도와 크기를 가지는 다양한 기기들의 유저 인터페이스 디자인을 할 때 그 각각의 해상도에 구애 받지 않는 일관된 디자인을 만들 수 있는 유용한 방법이다.

## 변환식
{\displaystyle Pixel=dips*(density/160)}

## 같이 보기
- 화소
- 해상도
- 사용자 인터페이스